# Yedioth Ahronoth

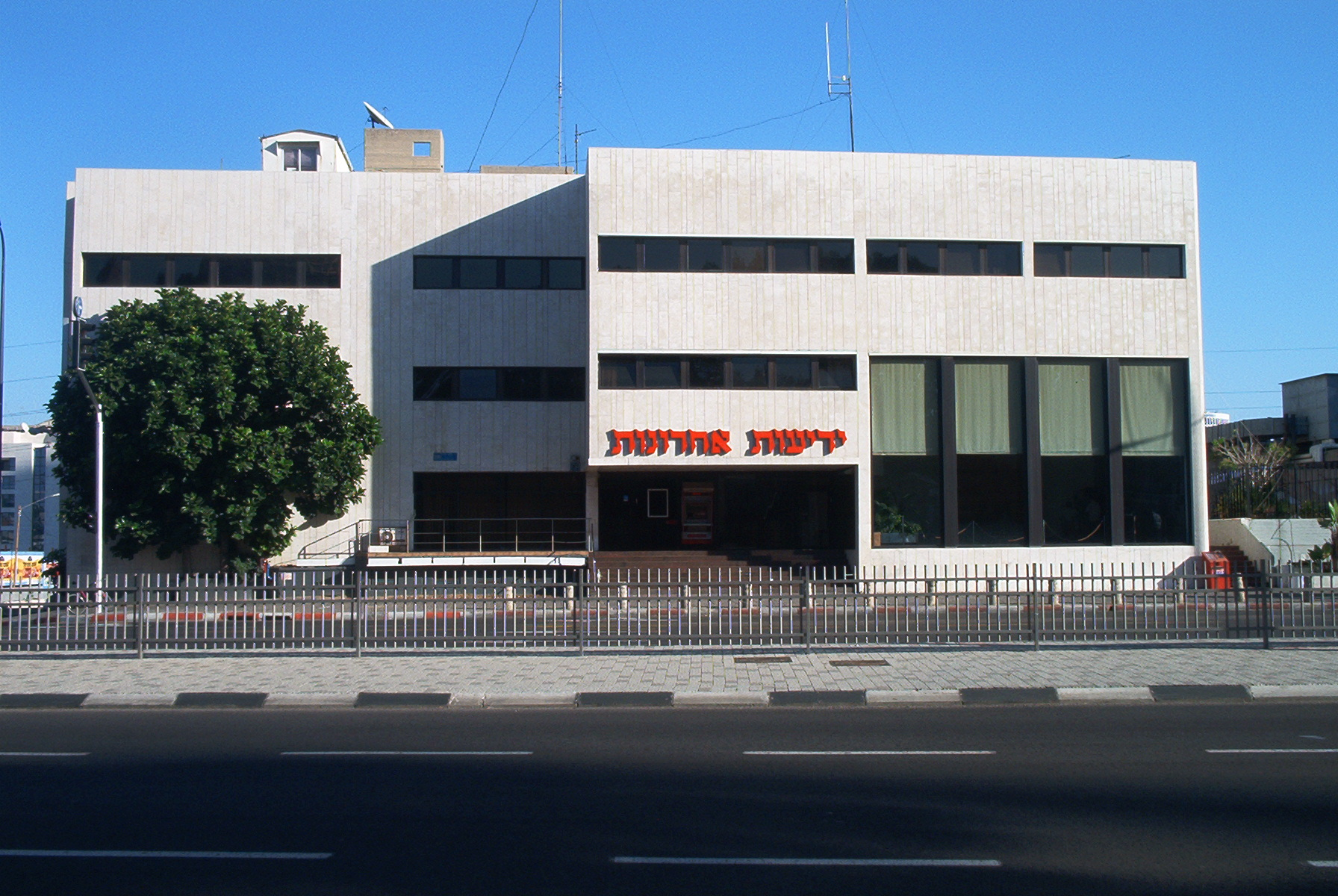
Het Yedioth-gebouw in Tel Aviv

Yedioth Ahronoth ('laatste berichten') (Hebreeuws: יְדִיעוֹת אַחֲרוֹנוֹת) of in het kort Yedioth ('berichten') is een Israëlisch landelijk dagblad. Op de eigen website wordt de krant aangeduid als Ynetnews. Het is eigendom van de familie Mozes. De krant verschijnt als Hebreeuws dagblad in Tel Aviv sinds 11 december 1939. 
De krant kwam negatief in 2019 in het nieuws met Case 2000. Premier Netanyahu werd ervan verdacht de uitgever van Yedioth omgekocht te hebben.

## Afsplitsing Maariv
In 1948 vertrok een groep vooraanstaande journalisten en richtte de rivaal Maariv op. Aanvankelijk had Maariv een grotere oplage, maar sinds de jaren zeventig is Yediot het grootste dagblad van Israël. In de jaren 90 laaide de concurrentie tussen de kranten weer op en werden wederzijdse aftappingen gepleegd. De voornaamste eigenaar van Yediot, Noni Mozes, hielp Amos Shocken, de voornaamste eigenaar van Haaretz (de derde krant), toen de laatste in de financiële problemen zat.